# Pete Hegseth
Pete Hegseth   (Minneapolis, 6 de juny de 1980) és un presentador de televisió, escriptor i veterà de l'exèrcit nord-americà, Secretari de Defensa dels Estats Units des del 2025.
És conegut per les seves idees ultraconservadores i nacionalistes cristianes, oposant-se al feminisme, globalisme, ambientalisme i progressisme, i advocant per un nacionalisme americà radical.
El 2003 es va llicenciar en Política per Princeton i entre 2003 i 2021 va servir com a oficial d'infanteria a la Guàrdia Nacional de l'exèrcit, obtenint la medalla estrella de Bronze a l'Iraq, el 2005, i participant en missions a l'Afganistan.
Després del servei militar, va liderar grups conservadors com Vets for Freedom i Concerned Veterans for America i va ser comentarista de Fox News entre 2014 i 2024. Va donar suport a Donald Trump, actuant com a assessor ocasional i impulsant mesures polèmiques, com el perdò a soldats acusats de crims de guerra.
El seu nomenament com a Secretari de Defensa va generar controvèrsia per denúncies de mala conducta financera, assetjament sexual i alcoholisme, que va negar durant les audiències al Senat. Malgrat tot, va ser confirmat amb el vot de desempat del vicepresident J.D. Vance.
Ha escrit llibres com American Crusade (2020) i The War on Warriors (2024).